# Station Hassocks
Hassocks is een spoorwegstation van National Rail in Mid Sussex in Engeland. Het station is eigendom van Network Rail en wordt beheerd door Southern. 